# 3825-ös mellékút (Magyarország)
A 3825-ös számú mellékút egy majdnem pontosan 5 kilométeres hosszúságú, négy számjegyű mellékút Szabolcs-Szatmár-Bereg vármegye középső részén; Nyíregyháza északi vonzáskörzetében köt össze két kisvárost, Nagyhalászt és Kemecsét.

## Nyomvonala
A 3834-es útból ágazik ki, annak a 16+100-as kilométerszelvényénél, Nagyhalász déli külterületei között; keleti irányban indul, de még az első kilométere előtt délnek fordul. 1,2 kilométer után átlép Kemecse területére; majdnem pontosan a harmadik kilométerénél átszeli a Lónyai-főcsatorna folyását, majd annak túlsó partjától már a kisváros belterületei között folytatódik, Mikszáth Kálmán utca néven. A központ közelében a Móricz Zsigmond utca nevet veszi fel, és így is ér véget, beletorkollva a 3823-as útba, annak a 27+850-es kilométerszelvénye közelében. Egyenes folytatása (változatlan települési néven) a Budapest–Záhony-vasútvonal Kemecse vasútállomását kiszolgáló 38 315-ös számú mellékút.
Teljes hossza, az országos közutak térképes nyilvántartását szolgáló kira.kozut.hu adatbázisa szerint 4,987 kilométer.

## Települések az út mentén
- (Nagyhalász)
- Kemecse